# Murry Wilson
Murry Gage Wilson (Hutchinson, 2 luglio 1917 – Whittier, 4 giugno 1973) è stato un imprenditore e compositore statunitense.
È noto soprattutto per essere stato il primo manager dei Beach Boys. Oltre ad essere stato determinante nei loro successi iniziali, Murray era il padre di Brian Wilson, Dennis Wilson, e Carl Wilson, e zio di Mike Love, tutti membri del gruppo.

## Biografia

### Inizi
Wilson nacque a Hutchinson, in Kansas. La sua famiglia si trasferì a Los Angeles quando egli aveva cinque anni. I suoi genitori erano così poveri, che nei primi tempi la famiglia dovette accamparsi sulla spiaggia prima di poter avere una casa vera e propria. Incontrò la futura moglie Audree mentre frequentava la Washington High School; i due si sposarono il 26 marzo 1938.
Da giovane Wilson lavorò in qualità di operaio in una fabbrica della Goodyear (dove perse un occhio a causa di un incidente sul lavoro), e nel tempo libero si dilettava a comporre canzoni (riscuotendo scarsi consensi). Il suo successo maggiore fu una canzoncina ballabile intitolata Two-Step Side-Step, che venne trasmessa da Lawrence Welk nel suo programma radiofonico nel 1952 e reinterpretata dall'artista della RCA Victor Western Swing Johnnie Lee Wills, e dal cantante country Bonnie Lou. Agli inizi degli anni cinquanta Wilson scrisse anche qualche canzone in stile doo-wop per il gruppo The Hollywood Flames.

### Padre e manager dei Beach Boys
Con il passare degli anni, Wilson mantenne attivo il suo interesse per la musica, trasmettendo la sua passione ai propri figli, incoraggiandoli ad imparare a cantare e a suonare degli strumenti. Quando i ragazzi dimostrarono di avere un notevole talento, Murray diventò il loro manager, produttore, durante la prima parte della loro carriera come "The Beach Boys". Sull'onda del successo della band, Wilson si dedicò completamente al modo del music business, producendo e dirigendo anche altri gruppi come i The Sunrays in aggiunta ai Beach Boys. Inoltre, nel 1967 Wilson pubblicò anche un album a suo nome: The Many Moods of Murry Wilson.

«Mio padre fu molto critico circa il nostro primo lavoro.»
(Brian Wilson, a proposito di Surfin')

I fratelli Wilson ebbero sempre una relazione particolarmente delicata e conflittuale con il padre. Si vociferò anche di storie di abusi minorili, inclusi casi di violenza come il celebre presunto episodio nel quale Murray avrebbe colpito in testa il figlio maggiore Brian con un bastone di legno, causandogli la perdita permanente dell'udito dall'orecchio destro. A proposito della figura autoritaria del padre, Brian Wilson così si espresse:

«Mio padre era uno stronzo, ci trattava di merda e ci dava punizioni sadiche. Ma bastava suonargli qualcosa e diventava un pezzo di pane.»
(Brian Wilson)

Conosciuto per essere uno scaltro affarista, Wilson riuscì a stipulare ottimi accordi contrattuali per i suoi ragazzi, incluso un lucroso contratto discografico con la Capitol Records. Tuttavia, la sua costante ossessione circa il controllo di ogni dettaglio della carriera del gruppo, le opinioni divergenti in campo musicale, e il risentimento per i suoi trascorsi abusi verso i figli, portarono alla sua destituzione dal ruolo di manager della band. Nel 1964, nel corso di una seduta di registrazione, Brian Wilson licenziò il padre sollevandolo da qualsiasi incarico riguardo ai Beach Boys, durante una delle sue rare prese di posizione contro di lui.
Sempre nel 1964, la moglie Audree lasciò Murray e i due si separarono. La coppia divorziò definitivamente nel 1966.

### Ultimi anni
Nel 1966, Wilson iniziò a curare gli interessi di una band chiamata The Sunrays, composta da cinque studenti che frequentavano la Hollywood Professional High School. I Sunrays si guadagnarono qualche attenzione da parte dei mass media e qualche passaggio radio dei loro singoli iniziali, ma senza riuscire mai a raggiungere il successo.
Nel 1969 Wilson vendette la società di pubblicazione delle canzoni dei Beach Boys, la Sea of Tunes, contro il volere dei membri del gruppo. Brian Wilson suggerì anche che il padre avesse falsificato la sua firma in diversi documenti, rendendo così la vendita di fatto illegale. Mike Love dichiarò inoltre che Murray, mentre era a capo della Sea of Tunes, aveva intenzionalmente estromesso il suo nome dalla lista degli autori di molte canzoni, inclusi successi planetari come California Girls e 409.
Persino quando il rapporto lavorativo tra Wilson e i Beach Boys cessò del tutto, egli continuò a partecipare attivamente alla carriera della band, fino al giorno della sua morte. Wilson co-scrisse il singolo Break Away, l'ultimo singolo pubblicato dai Beach Boys negli anni sessanta, venendo accreditato con il nome fittizio "Reggie Dunbar" nelle note interne del disco.

### Morte
Murry Wilson morì il 4 giugno 1973 a causa di un attacco cardiaco sopraggiuntogli all'età di 55 anni. Venne sepolto in una tomba senza nome nel cimitero di Inglewood Park Cemetery a Inglewood, in California.

## Nel cinema
Murry Wilson è stato interpretato sullo schermo in due film TV: da Arlen Dean Snyder in Summer Dreams: The Story of the Beach Boys del 1990, e da Kevin Dunn in The Beach Boys del 2000. Nel film biopic Love & Mercy del 2014, è stato interpretato da Bill Camp.

## Discografia
- The Many Moods of Murry Wilson (1967)